# Голобородько, Александр Николаевич
Александр Николаевич Голобородько (укр. Олександр Миколайович Голобородько; род. 5 декабря 1950 года в г. Коркино Челябинской области) — украинский государственный деятель, депутат Верховной рады Украины I созыва (1990—1994).

## Биография
Родился 5 декабря 1950 года в городе Коркино Челябинской области.
Окончил Челябинский политехнический институт по специальности «инженер-экономист». Работал на Харьковском инструментальном заводе инженером, затем мастером и директором завода.
В 1990 году в ходе первых альтернативных парламентских выборов в Украинской ССР был выдвинут кандидатом в народные депутаты трудовым коллективом Харьковского производственного кооператива «Инструмент», 18 марта 1990 года во втором туре был избран народным депутатом Верховного совета Украинской ССР XII созыва (в дальнейшем — Верховной рады Украины I созыва) от Краснозаводского избирательного округа № 378 Харьковской области, набрал 51,94% голосов среди 8 кандидатов. В парламенте являлся членом комиссии по вопросам экономической реформы и управления народным хозяйством. Депутатские полномочия истекли 10 мая 1994 года.